# Splish Splash
"Splish Splash" es el segundo álbum de estudio del cantante y compositor brasileño Roberto Carlos, lanzado en noviembre de 1963 bajo el sello de Discos CBS International.

## Historia
"Roberto Carlos" (1963) sitúa definitivamente al cantante de Espírito Santo en el aún incipiente movimiento de la música joven en Brasil. Tras fracasar como intérprete de bossa nova en la confusa Louco Por Você, de 1961, Roberto Carlos fue aconsejado por el nuevo director artístico de la entonces CBS, Evandro Ribeiro, a invertir en una música tan joven. El año anterior había lanzado en abril otro compacto de 78 rpm, cuyo plato fuerte fue la balada rockera "Malena", que empezó a llamar la atención entre los jóvenes, sobre todo porque en la introducción se mencionaba brevemente "Diana", de Paul Anka, grabado con letra en portugués de Carlos Gonzaga. En octubre lanzó otro 78 rpm que contenía "Susie", su primera composición (pero aún sin Erasmo Carlos). Él fue quien, al escuchar la versión original en inglés de "Splish Splash", comenzó a redactar la letra en portugués basándose en lo que imaginaba que significaba la onomatopeya, ya que no conocía el idioma. Cuando se lo mostró a Roberto, su amigo inmediatamente se interesó y le aseguró que lo grabaría en su segundo LP. La onomatopeya que titula la canción y el estilo rockabilly y doo-wop pronto llamaron la atención de los jóvenes de secundaria de los suburbios de Río, ya que el original con Bobby Darin, no había tenido mucho éxito en Brasil. Esta vez, "Splish Splash" fue el primer éxito de Roberto Carlos, grabado y editado en marzo de 1963, pero todavía restringido a Río de Janeiro, lo que extendió al artista hacia el Norte y Nordeste del país. Faltaban São Paulo y el Sur de Brasil, ya que en aquella época Río y São Paulo no estaban interconectados como lo están hoy. Este vacío se llenó en noviembre con "Parei Na Contra Mão", la primera composición del dúo Roberto y Erasmo. El resto del álbum lo componen twist, calypso, balada rock, vals e incluso la última aparición de bossa nova en un disco de la carrera del cantante, en este caso "É Preciso Ser Assim". Debido a sus dos éxitos, el segundo LP de Roberto Carlos vendió 9.555 copias, que, si bien no lo puso todavía en la cima, lo sacó de su incómodo anonimato después de 4 sencillos y un LP publicado sin éxito.

## Lista de canciones[5]
1. "Parei Na Contra Mão"  (Roberto Carlos - Erasmo Carlos)
2. "Quero Me Casar Contigo"  (Carlos Alberto - Adilson Silva - Claudio Moreno)
3. "Splish Splash"  (Bobby Darin - Murray Kaufman - versión: Erasmo Carlos)
4. "Só Por Amor"  (Luiz Ayrão)
5. "Na Lua Não Há"   (Helena dos Santos)
6. "É Preciso Ser Assim"   (Roberto Carlos - Erasmo Carlos)
7. "Onde Anda O Meu Amor" (Hélio Justo - Erly Muniz)
8. "Nunca Mais Te Deixarei"   (Paulo Roberto - Jovenil Santos)
9. "Professor De Amor" (I Gotta Know)  (Matt Williams - Paul Evans - versión: Marcos Moran)
10. "Baby, Meu Bem"   (Hélio Justo - Titto Santos)
11. "Oração De Um Triste"   (José Messias)
12. "Relembrando Malena"  (Rossini Pinto)